# Рихтер, Ротраут
Ро́траут Ри́хтер (нем. Rotraut Richter; 15 мая 1915, Берлин — 1 октября 1947, Берлин) — немецкая актриса театра и кино.
За неудовлетворительные отметки и поведение Ротраут была переведена из гимназии для девочек в сельский интернат. В 1931 году она брала уроки речи и посещала государственную актёрскую школу в Берлине. Спустя год 17-летняя девушка получила первую роль в постановке «Крыс» по Герхарту Гауптману в земельном театре Дармштадта. Некоторое время спустя Ротраут Рихтер уже играла на разных берлинских театральных подмостках и выступала в кабаре «Колыбель муз» Труды Гестерберг и «Катакомбы» Вернера Финка и Роберта Штемле. Снимаясь в кино, Рихтер продолжала время от времени работать в театре, и Лука из пьесы «Оружие и человек» Джорджа Бернарда Шоу была её любимой ролью.
Дорогу в кино для Ротраут Рихтер открыл кинопродюсер Джо Май, познакомивший её с режиссёром ленты «Первое право ребёнка» Фрицем Вендхаузеном. За этим фильмом последовали роли в «Воровской чести» (1932) и в «Квексе из гитлерюгенда» (1933). Слава пришла к Рихтер после фильма «Скандал во флигеле» в 1935 году. Пик популярности актрисы связан с фильмом «Фиалка с Потсдамской площади» (1936).
После Второй мировой войны снялась на киностудии DEFA в фильме «Воццек». В 1947 году она умерла от осложнений после операции по удалению аппендикса. Ротраут Рихтер похоронена на Далемском кладбище в берлинском районе Штеглиц-Целендорф. Имя актрисы носит одна из площадей в берлинском районе Гропиусштадт.

## Фильмография
- 1932: Das erste Recht des Kindes
- 1932: Воровская честь — Ganovenehre: Ein Film aus der Berliner Unterwelt
- 1933: Квекс из гитлерюгенда — Hitlerjunge Quex
- 1934: Nur nicht weich werden, Susanne!
- 1934: Die Spork’schen Jäger
- 1934: Seine erste Erfindung
- 1935: Wenn ein Mädel Hochzeit macht
- 1935: Kirschen in Nachbars Garten
- 1935: Emma III.
- 1935: Скандал во флигеле — Krach im Hinterhaus
- 1936: Фиалка с Потсдамской площади — Das Veilchen vom Potsdamer Platz
- 1936: Reisebekanntschaften
- 1937: Der Biberpelz
- 1937: Meiseken (Gelegenheit macht Diebe)
- 1938: Der nackte Spatz
- 1941: Krach im Vorderhaus
- 1947: Воццек — Wozzeck